# Trena

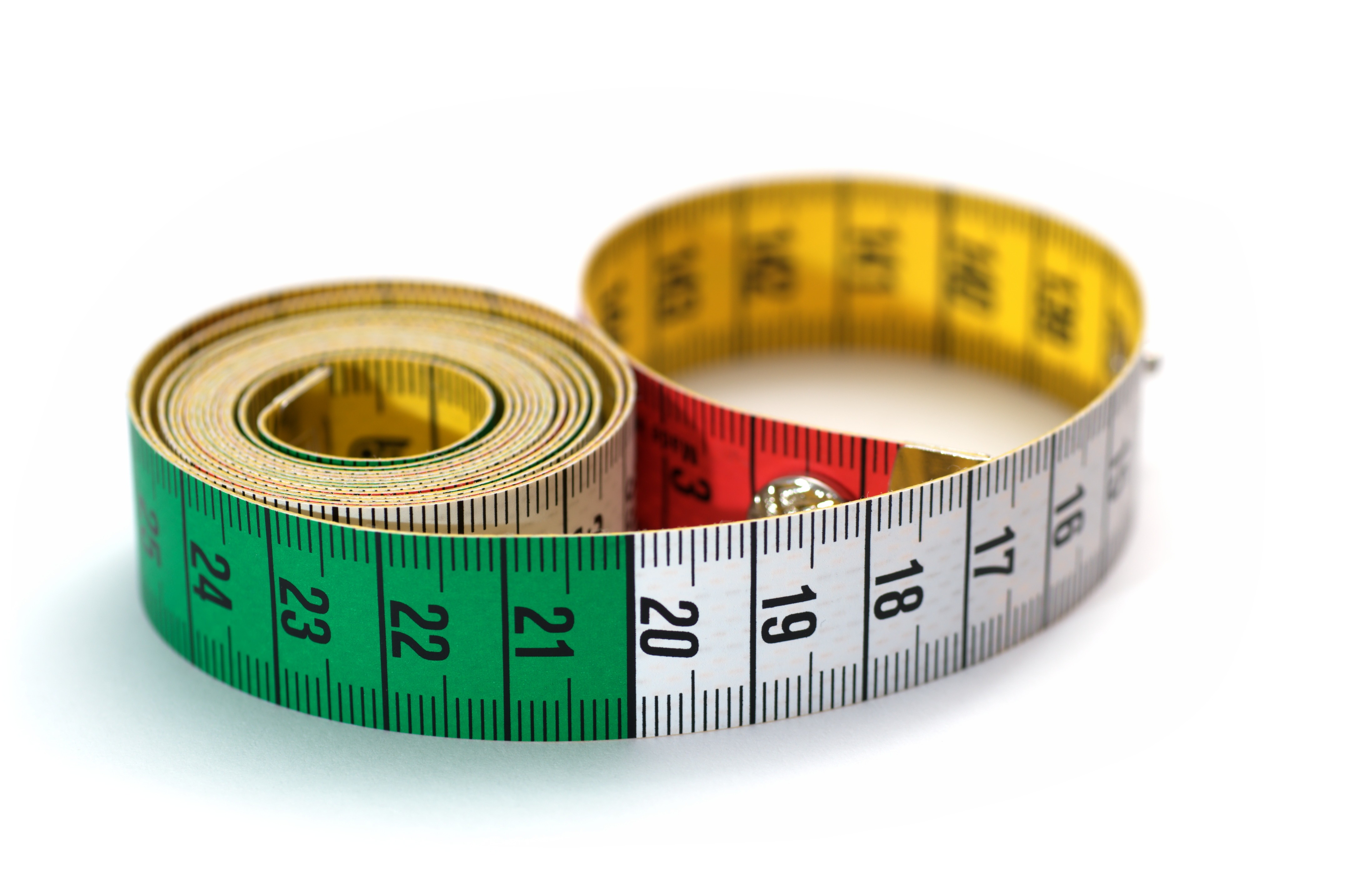
Fita métrica

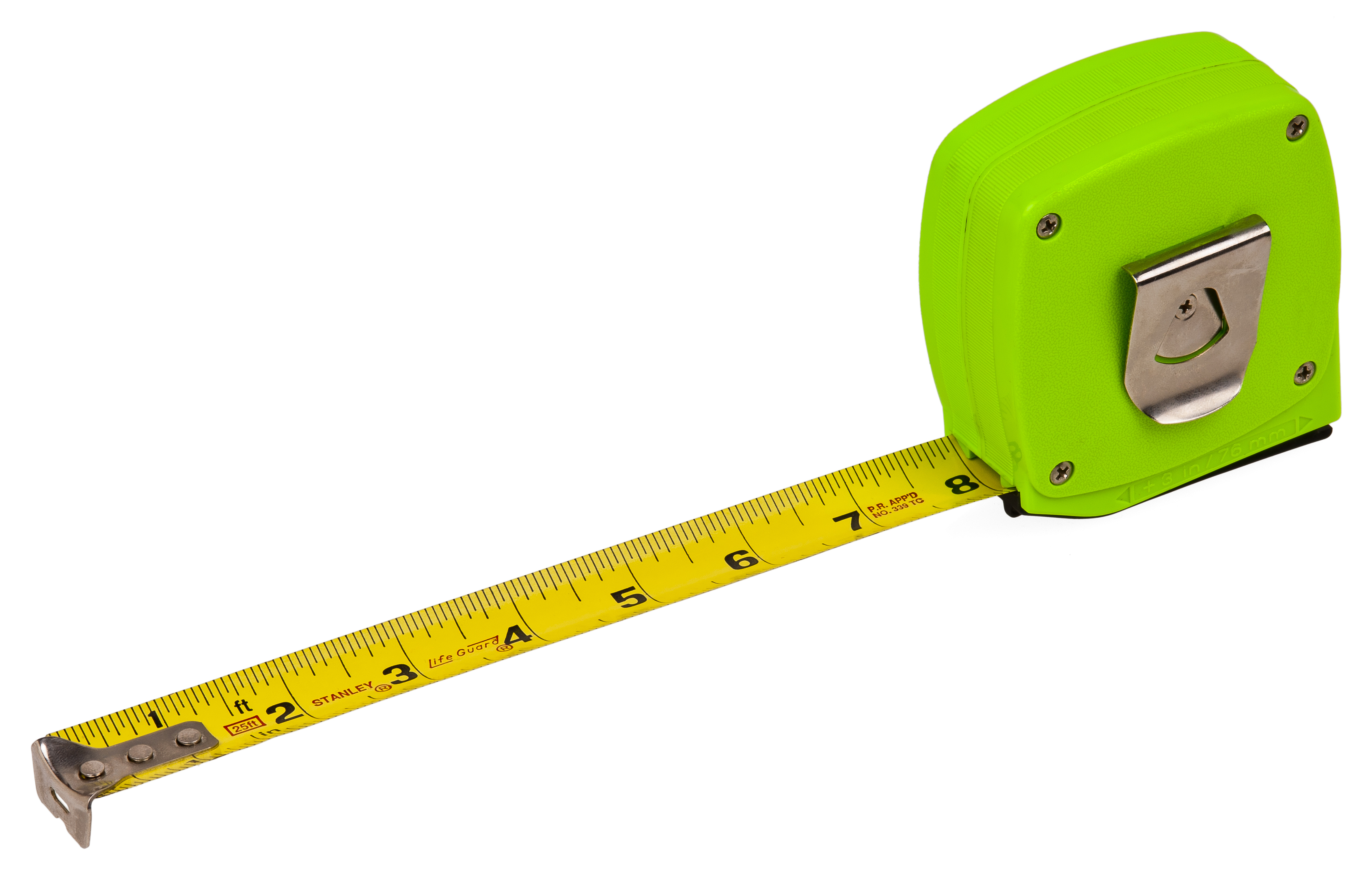
Trena de metal

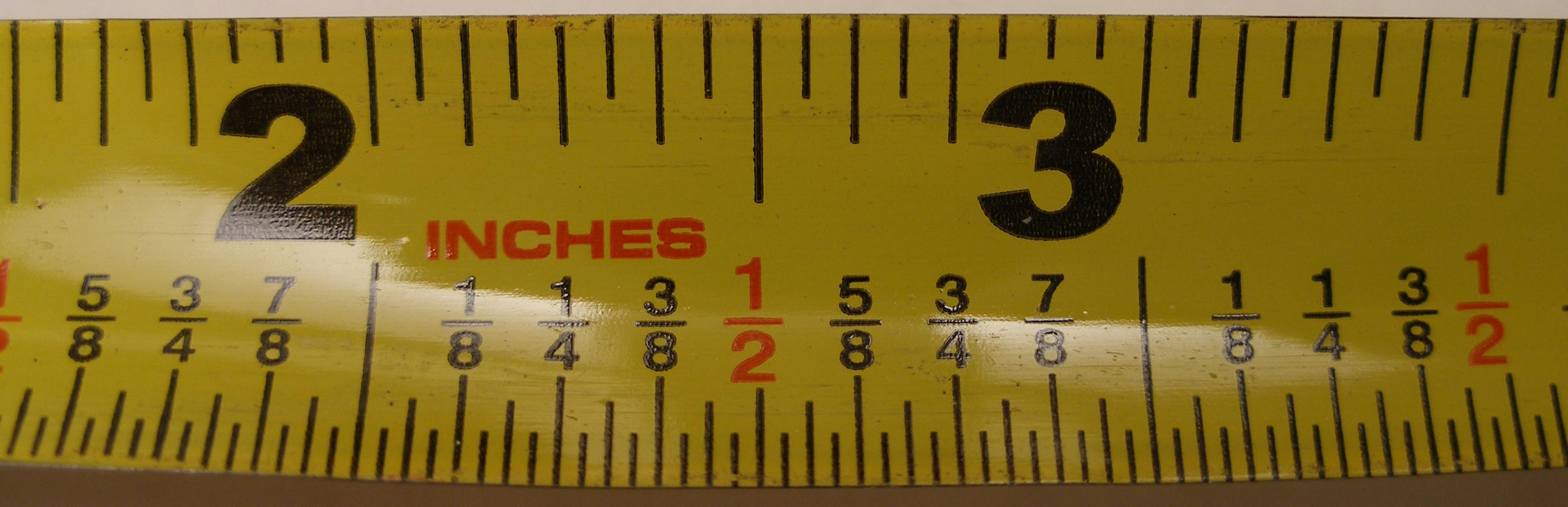
Trena com escala de ^{1}⁄_{32} polegadas (0.8 mm)

Diagrama mostrando frações de uma polegada em uma fita métrica

Trena ou fita métrica é uma régua flexível e é usada para medir a distância.
Pode ser feita por uma fita de pano, plástico, fibra de vidro ou de metal, com marcações lineares. É uma ferramenta comum de medição. O seu design permite fazer grandes medidas de comprimento ou fazer medidas em torno de curvas e cantos, mas permitindo também carrega-la no bolso ou no kit de ferramentas. Hoje ela está muito presente no dia a dia,aparecendo na forma de chaveiros ou em miniatura. Pesquisadores usam fitas de medidas de mais de 100 m (300+ ft) de comprimento.

## Tipos
Existem dois tipos básicos de fitas métricas com cases, as de retração por mola e as fitas de longas medidas. As fitas de retração por mola geralmente cabem em um bolso, por isso são muito práticas para usar no dia a dia, são pequenas, geralmente tem 8 centímetros de diâmetro. A fita é retraída para o case por um mecanismo de mola. Essas fitas normalmente tem de 30 cm a 10 m de comprimento e de 6 mm  a 2 cm de largura. A maioria das pessoas quando pensam em uma fita métrica, pensam na trena de bolso.
O segundo tipo de fita é a chamada trena longa. Estas são fitas métricas em case com medidas  10, 15, 20, 30, 50, 100, e até 150 metros de comprimento, projetada para engenheiros e construtores. Trenas longas em vez de serem retraídas por uma mola, são geralmente retraídas  por uma manivela manual.
Fitas métricas muitas vezes são feitas para usos específicos. As fitas podem ter diferentes escalas, serem feitas de diferentes materiais, e terem diferentes comprimentos, dependendo da aplicação. Fitas métricas, que eram destinadas para uso em alfaiataria ou de costureiras foram feitas a partir de tecido ou de plástico flexíveis. Elas são chamadas de "fitas de costura". Esse tipo de fita métrica foi utilizada principalmente para a medição do corpo humano, como a linha da cintura. Hoje, fitas métricas feitas para a costura são feitas de fibra de vidro, que não rasgam nem esticam tão facilmente. Fitas de medição projetados para carpintaria ou de construção, muitas vezes, são fitas metálicas curvadas que permanecem duras e retas quando estendidas, mas se retraem em uma bobina para armazenamento. Esse tipo de fita métrica terá um gancho na ponta para ajudar a medir. O gancho é preso na fita com rebites através de furos ovais, e pode se mover a uma distância igual à sua espessura, para fornecer, medidas precisas com o lado de dentro e de fora. Uma fita métrica de 10 ou até 30 m pode caber em um  recipiente relativamente pequeno.

## História
O primeiro registro de pessoas usando um dispositivo de medição foi pelos Romanos usando tiras de couro marcadas, mas isso era mais uma régua comum do que uma fita métrica.
Em 6 de dezembro de 1864 a patente #45,372 foi emitida para William H. Bangs de West Meriden, Connecticut. A régua de William foi a primeira tentativa nos Estados Unidos de fazer uma fita métrica retrátil por mola de bolso. A fita poderia parar em qualquer ponto e ser mantida pelo mecanismo. A fita poderia ser retraída para o case deslizando um botão ao lado do case, o que, então, permite a mola puxar a fita de volta ao case.

Hiram R. Farrand com a régua rápida de Farrand

Em 3 de janeiro de 1922, Hiram R. Farrand recebeu a patente #1,402,589 para o sua fita côncavo-convexa , uma grande melhoria para a fita métrica por mola. Entre 1922 e dezembro de 1926, Farrand testou com a ajuda da The Hipolito Company em Cainta Autoplex. e lá Farrand e William Wentworth Brown começaram a produzir a fita métrica em massa. O produto deles foi mais tarde vendido para a Stanley Works. Foi a fita côncavo-convexo de Farrand que passou a ser o padrão para a maioria das trenas de bolso de hoje em dia.
A primeira patente para uma trena longa nos Estados Unidos foi a patente #29,096 emitida em 10 de julho de 1860, por William H. Paine de Sheboygan, Wisconsin, e produzido por George M. Eddy e a Company of Brooklin, em Nova York. Esta fita não tinha marcações. Só se media a distancia entre o começo e o fim da trena. O comprimento medido era marcado no case ou na manivela.
Mais tarde, no início da década de 1870, Justus Roe de Patchogue, Nova York adicionou arruelas de latão, para marcar polegadas e pés. Elas foram fixadas a cada polegada no primeiro e no último pé e cada pé do primeiro ao ultimo. Uma pequena marca de latão marcada com um número indicando o número de pés naquele ponto foi fixada a cada cinco pés. Este recurso nunca foi patenteado, mas Justus Roe e  seus filhos produziram fitas métricas, "Roe Electric Reel Tape Measures", com esse recurso até 1895, quando eles começaram a gravar ou carimbar marcas e números sobre as fitas. (O "Electric" que faz parte do nome foi puramente um sensacionalismo; não havia nada elétrico nela.).
```
Trena também é usada nas obras
```

## Design
O projeto padrão no qual todas as trenas de mola modernas são construídas pode ter suas origens registradas em 1864 por um residente de West Meriden, Connecticut, chamado William H. Bangs Jr. De acordo com o texto de sua patente, a fita métrica de Bangs foi uma melhoria de outras versões previamente projetadas.
A trena de mola existe nos EUA desde a patente de Bangs em 1864, mas seu uso não se tornou muito popular devido à dificuldade de comunicação de uma cidade para outra e ao preço da fita métrica. No final da década de 1920, os carpinteiros começaram a adotar lentamente o design de H. A. Farrand como o mais usada. O novo design de Farrand era uma fita côncavo/convexa feita de metal que ficava reta mesmo com uma distância de 1 a 2 m. Este design é a base para as trenas de bolso usadas hoje em dia.
Com a produção em massa do circuito integrado (IC), a fita métrica também entrou na era digital com a fita métrica digital. Alguns incorporam uma tela digital para fornecer leituras de medição em vários formatos. Uma patente inicial para este tipo de medida foi publicada em 1977.
Há também outros estilos de fita métrica que incorporaram lasers e tecnologia ultrassônica para medir a distância de um objeto com precisão bastante confiável.
As fita métrica geralmente tem marcações em preto e vermelho em um fundo amarelo, pois essa é a melhor combinação de cores para facilitar a leitura.

### Estados Unidos

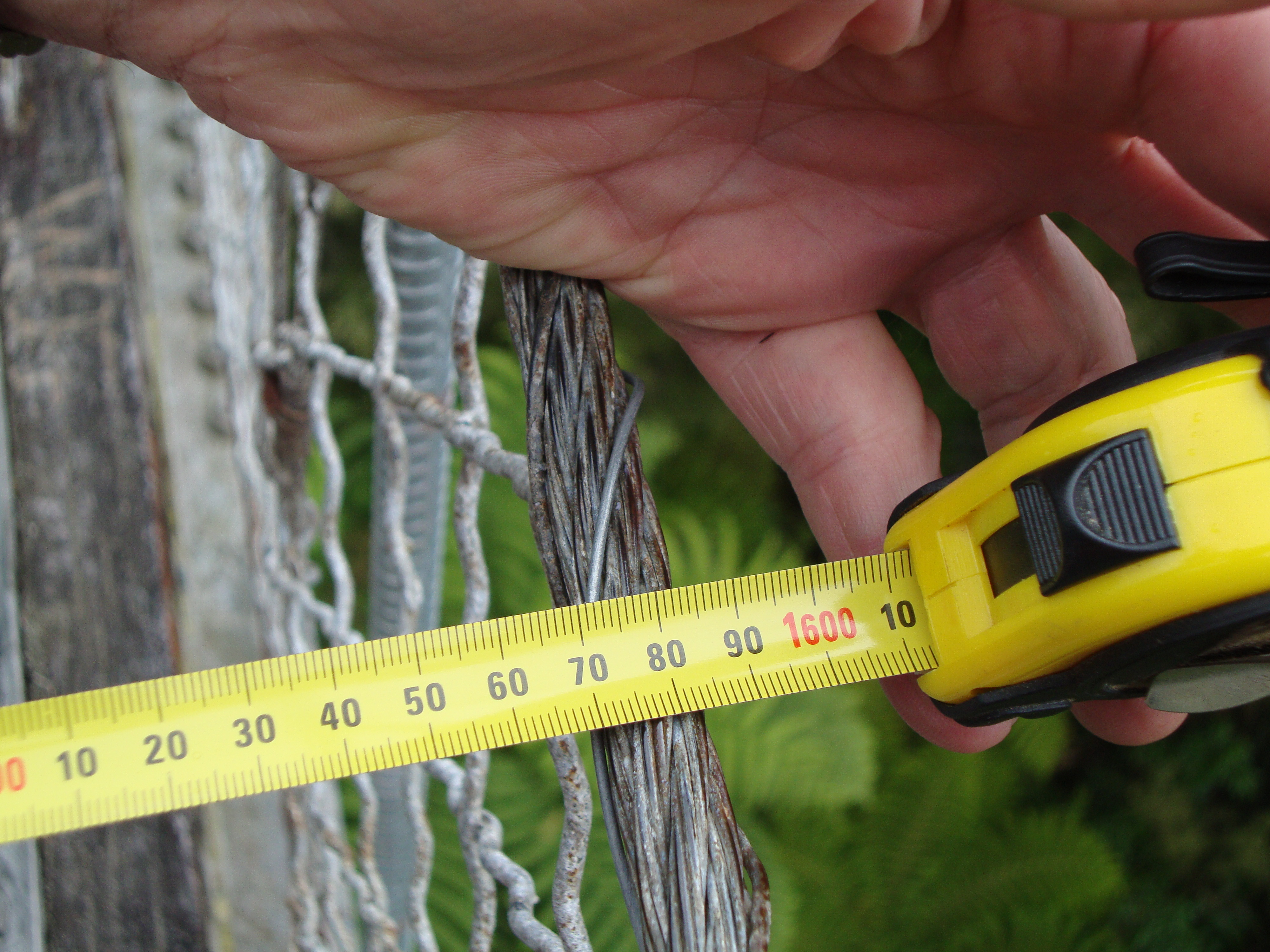
Uma trena milimetrada sendo usada

Justus Roe, um agrimensor  fez a mais longa fita métrica em 1956, ela tinha 600 pés (183 m).
A Northern Virginia Surveyors Association presenteou a fita métrica do pesquisador banhada a ouro de 600 pés a Mickey Mantle em 1956.
Algumas fitas vendidas nos Estados Unidos têm marcas adicionais na forma de pequenos diamantes pretos, que aparecem a cada 19,2 polegadas (488 mm). Eles são usados para marcar espaçamento igual para vigas (cinco vigas ou treliças por comprimento de material de construção padrão de 2,438 mm).
Muitas fitas também têm marcações especiais a cada 40 cm (16 polegadas), que é um intervalo padrão para tachas na construção. Três espaços de 16 polegadas fazem exatamente 4 pés (1,219 mm), que é a largura comercial de uma folha de madeira compensada, drywall ou aglomerado.
Também deve ser mencionado que a venda de fitas métricas dupla escala / tradicionais está lentamente se tornando comum nos Estados Unidos. Por exemplo, em alguns Walmarts existem fitas de marca Hyper Tough disponível nas unidades habituais dos EUA e nas unidades métricas. Ao contrário das réguas norte-americanas, das quais uma esmagadora maioria contém escalas de centímetros e polegadas, as medidas de fita são mais longas e, portanto, tradicionalmente têm escalas em polegadas e pés + polegadas. Assim, a inclusão de uma escala métrica requer que o dispositivo de medição contenha 3 escalas de medida ou a eliminação de uma das escalas habituais.

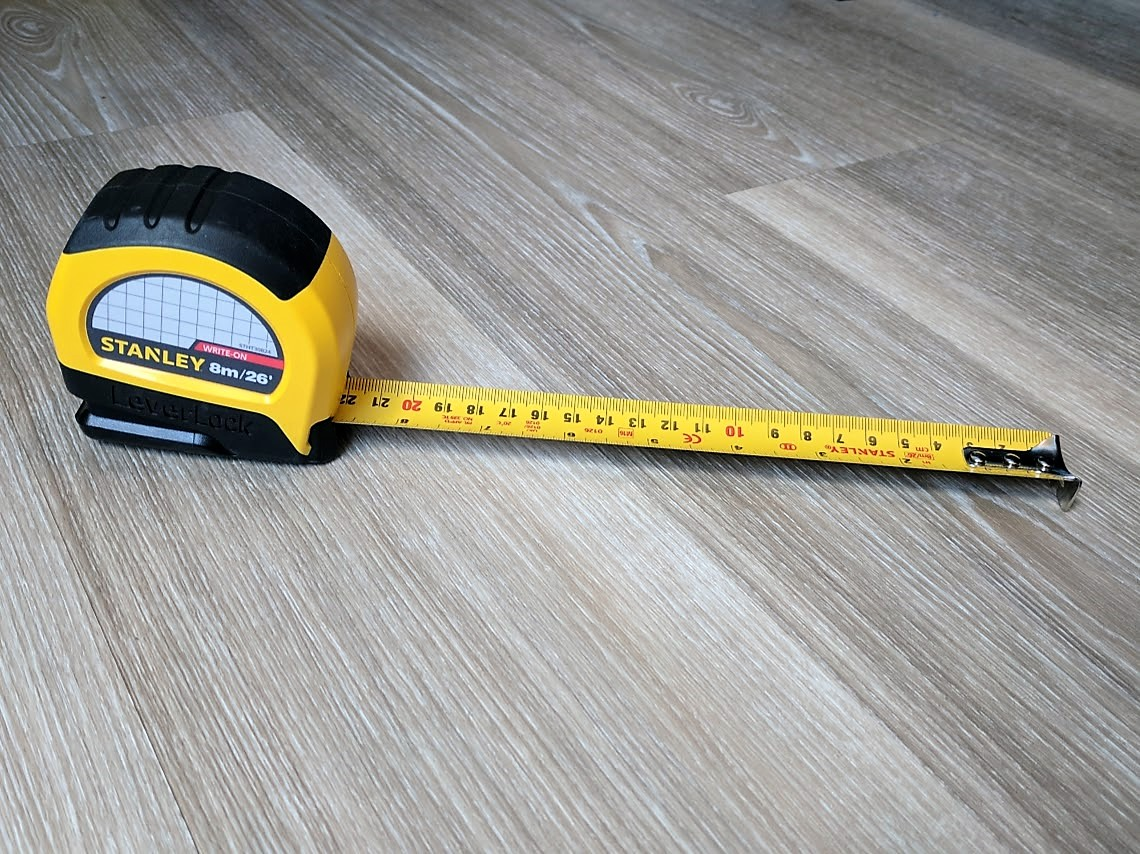
Uma fita métrica de escala dupla centímetro / polegada da Stanley.

O uso de trenas somente em milímetros para a construção de moradias faz parte do código de construção métrica dos EUA. O uso de centímetros não é permitido. Milímetros produzem números inteiros, reduzem erros aritméticos, diminuindo o desperdício. Austrália, Bangladesh, Botswana, Camarões, Índia, Quênia, Maurício, Nova Zelândia, Paquistão, África do Sul, Reino Unido e Zimbábue, todos usam apenas milímetros como unidade de construção civil. A separação entre os rebites é de 600 milímetros, que possui 24 divisores diferentes, facilitando o cálculo. A fita métrica mostrada é uma fita métrica apenas em milímetros. A fita métrica Stanley de escala dupla é em polegadas e centímetros.

### Reino Unido
As fitas métricas vendidas no Reino Unido geralmente possuem escalas duplas para unidades métricas e imperiais. Como as trenas americanas descritas acima, elas também têm marcações a cada 16 polegadas (40 6 cm) e 19,2 polegadas (48 a 8 cm).

### Canada
As fitas métricas vendidas no Canadá costumam ter escalas duplas para unidades métricas e imperiais. Todas as fitas em unidades imperiais têm marcações a cada 16 polegadas (40 6 cm), mas não a cada 19,2 polegadas (48 8 cm).

## Em topografia e geodésia
Em topografia e geodésia, fitas métricas são usadas em levantamentos para medir distâncias horizontais, verticais ou de inclinação. As fitas são feitas em vários comprimentos e larguras e graduadas de várias maneiras. As trenas utilizadas para fins de levantamento são classificadas em 4 tipos de acordo com o material de que são fabricadas:
1. Fita de linho ou pano. É feito de pano de linho com alça de latão na extremidade zero cujo comprimento está incluído no comprimento da fita. É muito leve e prática, mas não suporta muito desgaste. Por isso, não pode ser usado para um trabalho preciso. É pouco usado em levantamentos, exceto por medições subsidiárias, como compensações.
2. Fita Mista ou Metálica. A fita é reforçada com fios de cobre para evitar o estiramento e/ou torção das fibras e é chamada de fita metálica. Eles estão disponíveis em vários comprimentos, mas as fitas de 20 m e 30 m são as mais usadas.
[17]
3. Fita De Aço. É feita de aço variando a largura de 6 mm a 16 mm. Está disponível  com comprimentos de 1, 2, 10, 30 e 50 metros. Não pode suportar o uso pesado e, portanto, deve ser usado com muito cuidado.
4. Fita de Invar. É feito de uma liga de aço (64%) e níquel (36%). Tem 6 mm de largura e está disponível em comprimentos de 30 m, 50 m e 100 m. É caro e delicado, por isso deve ser tratado com muito cuidado.[18]